# Lycosa pictipes
Lycosa pictipes är en spindelart som först beskrevs av Eugen von Keyserling 1891.  Lycosa pictipes ingår i släktet Lycosa och familjen vargspindlar. Inga underarter finns listade i Catalogue of Life.